# Lissocraspeda bicorne
Lissocraspeda bicorne là một loài bướm đêm trong họ Geometridae.